# Божич, Борут
Борут Божич (словен. Borut Božič, род. 8 августа 1980 в Идрии, СФРЮ) — словенский профессиональный шоссейный велогонщик. Участник летних Олимпийских игр 2008 и 2012 годов.

## Победы
2002
- Гран-при Вильгельма Телля — этап 5b

2004
- Адриатическая магистраль — этап 2
- Тур Словении — этапы 2 и 3
- Тур Сербии — этап 6

2005
- Адриатическая магистраль — этап 2 и генеральная классификация
- Тур де л'Авенир — этап 3

2006
- Тур Олимпии — этапы 1, 2 и 7
- Тур Словении — этапы 1 и 4
- Вуэльта Кубы — этапы 4, 11 и 13
- Истрийский весенний трофей — пролог и генеральная классификация
- Круг Арденн — этап 1 и 2-е место в общем зачёте

2007
- Гран-при Крани
- Тур Валлонии — генеральная классификация
- Тур Ирландии — этап 3

2008
- Чемпион Словении в групповой гонке
- Этуаль де Бессеж — этап 5
- Вуэльта Андалусии — этап 4
- Дельта Тур Зеландии — этап 3

2009
- Тур Бельгии — этапы 2 и 3
- Тур Польши — этап 1
- Тур Лимузена — этап 1
- Вуэльта Испании — этап 6

2010
- Этуаль де Бессеж — этапы 1 и 2
- Тур Британии — этап 7 и 2-е место в общем зачёте
- Чемпионат Словении, индивидуальная гонка на время — 3-е место

2011
- Тур Швейцарии — этап 5

2012
- Чемпион Словении в групповой гонке

## Статистика выступлений наГранд Турах
| Гранд Тур | 2009 | 2010 | 2011 | 2012 | 2013 | 2014 | 2015 | 2016 | 2017 |
| --------- | ---- | ---- | ---- | ---- | ---- | ---- | ---- | ---- | ---- |
| Джиро     | 102  | -    | -    | -    | -    | 124  | -    | -    | -    |
| Тур       | -    | -    | 136  | 129  | -    | -    | -    | сход | 160  |
| Вуэльта   | -    | -    | сход | -    | -    | -    | -    | -    | -    |